# واراوانی (پرو)
واراوانی (به اسپانیایی: Warawarani) یک کوه در پرو است که در Peru, Tacna Region, Tacna Province, Tarata Province واقع شده‌است. واراوانی ۵٬۲۰۰ متر بالاتر از سطح دریا واقع شده‌است.